# Папагия
Папагия — макротопоним, обозначает территорию обитания части зихских племен в средние века.
В частности, Константин Багрянородный (957 год), в своем труде «Об управлении империей» сообщил:
(Пункт 42.) Выше Зихии лежит страна, именуемая Папагия, выше страны Папагии — страна по названию Касахия, выше Касахии находятся Кавказские горы, а выше этих гор — страна Алания.
(Пункт 53.) (Повествование о крепости Херсон) Следует знать, что в Зихии, у места Паги, находящегося в районе Папагии, в котором живут зихи, имеется девять источников, дающих нефть, но масло девяти источников не одинакового цвета, одно из них красное, другое — жёлтое, третье — черноватое.
Да будет известно, что в Зихии, в месте под названием Папаги, близ которого находится деревня, именуемая Сапакси, что значит „пыль“, есть фонтан, выбрасывающий нефть.

Отстоят же эти места от моря на один день пути без смены коня.

## Идентификация этнонимов
Наиболее ранней научной работой по идентификацией этнонимов, которые употребил Константин Багрянородный, в 1822 году опубликовал немецкий ученый Клапрот, Юлиус, в котором он сделал следующие выводы:
 — Папагия — это страна черкесов, которые жили на южном склоне Кавказа и в средневековых грузинских хрониках именуются Папагами, а их страна — Папагией. Ещё и сейчас у кабардинцев есть дворянский род, носящий имя Бабаги.
 — Затем следует Касахия или внутренняя страна восточных черкесов, которых осетины ещё и сегодня называют касагами (kasagh), а мингрелы — кашагами (kashagh). Это кассоги (kassoghi) русских летописей.
 — После Касахии идёт Кавказская гора, которая здесь означает снежную вершину Эльбруса, из северного склона которого вытекает Кубань. За Кавказской горой находится страна аланов. Таким образом, этот народ (аланы) занимал современную  территорию осетин, жилища которых ещё и сегодня начинаются в нескольких лье от подошвы горы Эльбрус.
А. В. Гадло, считал, что вышеупомянутое Сапакси (Шапакси) возможно есть раннее обозначение шапсугов.